# Invasion of Your Privacy
Invasion of Your Privacy é o segundo álbum de estúdio da banda de hard rock americana Ratt, lançado em 1985. O álbum foi certificado com dupla Platina nos Estados Unidos.

## Prêmios
| Publicação | País        | Prêmio         | Ano  | Rank |
| ---------- | ----------- | -------------- | ---- | ---- |
| Kerrang!   | Reino Unido | Álbuns de 1985 | 1985 | 17   |

## Certificações
| Estados Unidos (RIAA)                     | 2× Platina | 12 de abril de 2000 | 2.000.000* |
| *número de vendas baseado na certificação |            |                     |            |